# Хюфнер, Татьяна
Татьяна Хюфнер (нем. Tatjana Hüfner, род. 30 апреля 1983, Нойруппин, ГДР) — немецкая саночница. Олимпийская чемпионка и призёр Олимпийских игр, восьмикратная чемпионка мира, двукратная чемпионка Европы.
Олимпийская чемпионка игр 2010 года в Ванкувере, бронзовый призёр Олимпийских игр 2006 года в Турине, серебряный призёр Олимпийских игр 2014 года в Сочи, трёхкратная чемпионка мира, дважды серебряный призёр чемпионатов Европы. Начала заниматься саночным спортом в 1992 году, в составе взрослой сборной Германии с 2003 года. На протяжении трех сезонов 2007-08, 2008-09, 2009-10 годов неизменный победитель итоговых зачетов этапов кубка мира в заездах одиночек среди женщин. В феврале 2008 года стала первой женщиной, которой удалось выиграть пять этапов розыгрыша кубка мира подряд.
Завершила карьеру в 2019 году.
На клубном уровне выступала за немецкий клуб WSC Erzgebirge Oberwiesenthal. Училась в Гамбургской академии дистанционного обучения, по специальности психология.